# Campionat del Món de Trial 2018
|  | Per al campionat del món en pista coberta d'aquell any, vegeu Campionat del Món de X-Trial 2018 |

La temporada de 2018 del Campionat del Món de trial fou la 44a edició d'aquest campionat, organitzat per la FIM. El calendari oficial constava de 9 proves puntuables, celebrades entre el 20 de maig i el 16 de setembre. Dues de les proves programades es disputaren als Països Catalans: el Gran Premi d'Espanya a Camprodon (Ripollès), prova inaugural el 20 de maig, i el Gran Premi d'Andorra a Sant Julià de Lòria el 17 de juny.
Toni Bou va guanyar el dotzè dels seus 18 campionats mundials a l'aire lliure (a data de 2024). El subcampió fou un cop més Adam Raga, el tercer Jaime Busto i el quart Jeroni Fajardo. Es repetia, doncs, el mateix resultat que l'any anterior pel que fa a les quatre primeres posicions, però amb diferències pel que fa a les motocicletes dels pilots: Busto havia canviat aquell any de Montesa a Gas Gas i Fajardo, de Vertigo a Gas Gas també. Un altre canvi de marca significatiu va ser el del cinquè classificat, Albert Cabestany, que va deixar Sherco després de tretze temporades i va pilotar una Beta. També James Dabill va canviar a Beta aquella temporada.
Aquell any, totes les proves puntuables menys una les van guanyar catalans: Toni Bou, set i Jeroni Fajardo una. L'altra la va guanyar Jaime Busto, esdevenint el primer basc a guanyar una prova del mundial. Un total de cinc catalans es van classificar el 2018 entre els deu primers.
La temporada del 2018 fou la darrera al campionat d'Albert Cabestany, que el 2019 va passar a competir al campionat del món de motos elèctriques, Trial-E, i en guanyà dues edicions seguides amb la seva nova Gas Gas.

## Sistema de puntuació
Barem de puntuació a partir de 1984:
| Posició | 1  | 2  | 3  | 4  | 5  | 6  | 7 | 8 | 9 | 10 | 11 | 12 | 13 | 14 | 15 |
| Punts   | 20 | 17 | 15 | 13 | 11 | 10 | 9 | 8 | 7 | 6  | 5  | 4  | 3  | 2  | 1  |

## Calendari
| Ronda | Data           | Gran Premi    | Lloc                | Guanyador      |
| ----- | -------------- | ------------- | ------------------- | -------------- |
| 1     | 20 de maig     | Espanya       | Camprodon           | Toni Bou       |
| 2     | 2 de juny      | Japó          | Twin Ring Motegi    | Jeroni Fajardo |
| 3     | 3 de juny      | Japó          | Twin Ring Motegi    | Jaime Busto    |
| 4     | 17 de juny     | Andorra       | Sant Julià de Lòria | Toni Bou       |
| 5     | 24 de juny     | Portugal      | Gouveia             | Toni Bou       |
| 6     | 15 de juliol   | França        | Auron               | Toni Bou       |
| 7     | 22 de juliol   | Bèlgica       | Comblain-au-Pont    | Toni Bou       |
| 8     | 2 de setembre  | Gran Bretanya | Silsden             | Toni Bou       |
| 9     | 16 de setembre | Itàlia        | Pietramurata        | Toni Bou       |

## Classificació final

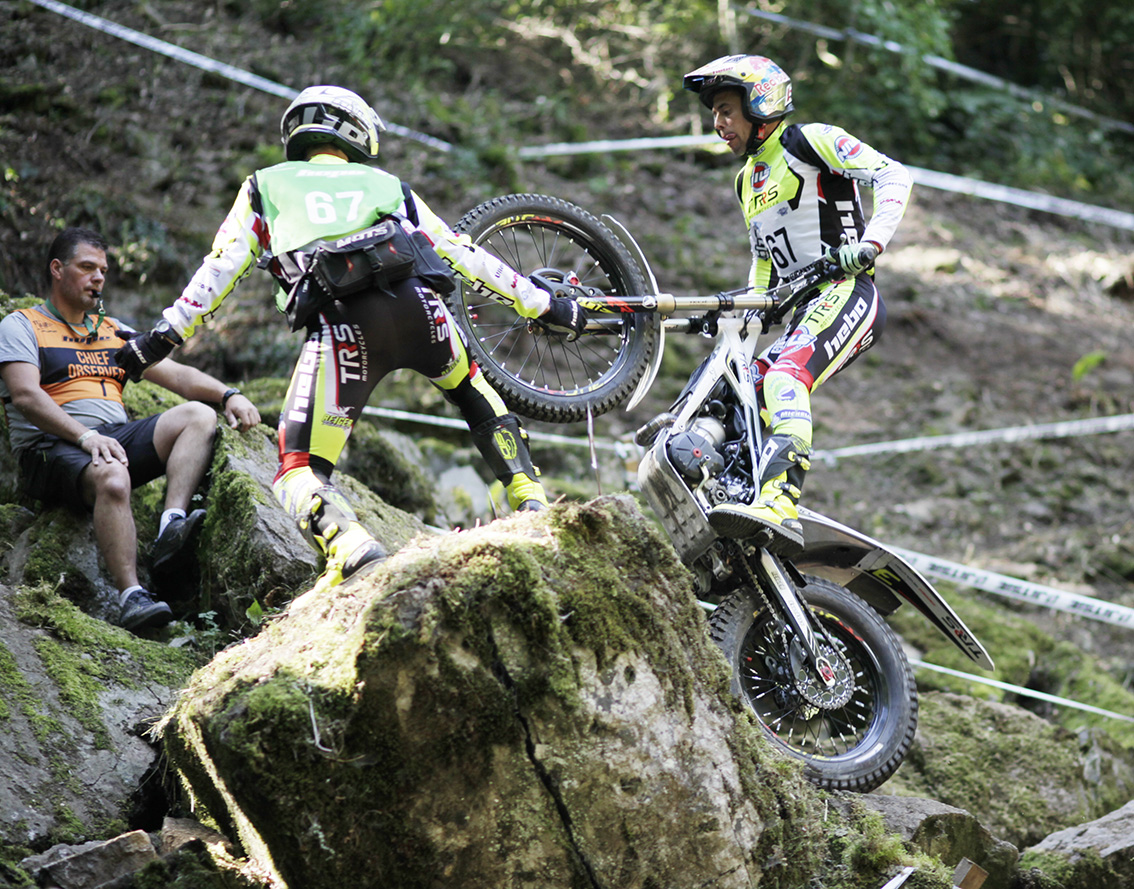
Adam Raga, subcampió amb la TRRS

| Posició | Pilot             | Motocicleta | Punts |
| ------- | ----------------- | ----------- | ----- |
| 1       | Toni Bou          | Montesa     | 170   |
| 2       | Adam Raga         | TRRS        | 129   |
| 3       | Jaime Busto       | Gas Gas     | 126   |
| 4       | Jeroni Fajardo    | Gas Gas     | 117   |
| 5       | Albert Cabestany  | Beta        | 104   |
| 6       | Takahisa Fujinami | Montesa     | 92    |
| 7       | James Dabill      | Beta        | 80    |
| 8       | Jorge Casales     | Vertigo     | 74    |
| 9       | Miquel Gelabert   | Sherco      | 71    |
| 10      | Jack Price        | Gas Gas     | 53    |
|         |                   |             |       |
| 13      | Oriol Noguera     | Jotagas     | 35    |